# Негісі Сеіїті
Сеіїті Негісі (яп. 根岸 誠, нар. 20 квітня 1969, Префектура Тотіґі) — японський футболіст, що грав на позиції захисника.
Виступав, зокрема, за клуби «Хонда» та «Сумітомо Металс».

## Ігрова кар'єра
У дорослому футболі дебютував 1988 року виступами за команду клубу «Хонда», в якій провів чотири сезони. 
Своєю грою за цю команду привернув увагу представників тренерського штабу клубу «Сумітомо Металс», до складу якого приєднався 1991 року. Відіграв за команду з Осаки наступний сезон своєї ігрової кар'єри.
Завершив професійну ігрову кар'єру у клубі «Касіма Антлерс», за команду якого виступав протягом 1992 року.
Також був гравцем у футзал. У складі національної збірної Японії брав участь у чемпіонаті світу 1989 року.